# João Pedro Teixeira
João Pedro Teixeira   (Pilõezinhos, 4 de març de 1918 - Sapé, 2 d'abril de 1962) va ser un militant de les lligues pageses a Sapé, estat de Paraíba (Brasil). Se'l considera un símbol de la resistència contra la criminalització que es va fer dels moviments socials al camp, en l'etapa prèvia al cop militar de 1964.
Els seus esforços en favor dels treballadors rurals van fer d'ell un heroi del poble. Va morir tirotejat als 44 anys d'edat, mentre tornava de viatge, en un assassinat orquestrat pels terratinents de la regió.

## Biografia
Fou fill de Maria Francisca da Conceição i João Teixeira, un petit productor rural. Va néixer en el districte de Pilõezinhos, en aquella època integrant del municipi de Guarabira, estat de Paraíba. Va estar casat amb Elizabeth Teixeira, amb qui va tenir 11 fills. Va ser el fundador i líder de la primera lliga pagesa de Paraíba, fundada en el municipi de Sapé: Associació dels Pagesos i Treballadors Agrícoles de Sapé, que va arribar a comptar amb més de 7.000 socis.
Segons els testimonis, el sindicalista havia estat cridat a la capital paraibana per Antônio José Tavares, regidor de Sapé i propietari de terres, una de les persones que havia tingut sonades disputes amb les lligues. La reunió va ser cancel·lada a darrera hora, i Teixeira va tornar a casa en autobús. Va baixar en la parada més propera al seu domicili, en la carretera entre Cafè do Vento i Sapé, i va continuar el camí a peu. En el trajecte, va ser sorprès per una emboscada, on va ser afusellat. El crim va ser executat pel caporal Antônio Alexandre da Silva, pel soldat Francisco Pedro de Silva i pel ramader Arnaud Nunes Bezerra. El seu cos, examinat a l'hospital de Sapé, presentava 5 ferides de bala, sent una d'elles al gluti —que els forenses suposaven que havia estat el primer tret— i, la fatal, a prop del cor.
La vídua, Elizabeth Teixeira, va assumir la lluita del seu marit al front de la Lliga Pagesa de Sapé, protestant contra l'execució i donant continuïtat a la feina duta per João Pedro. Els fets, coberts per la premsa vastament, van indignar la població local. El dia de l'enterrament, prop de 5 mil persones van sortir als carrers de Sapé per protestar. Un mes després, un acte organitzat pels treballadors amb motiu del primer de maig va reunir prop de 40 mil persones a João Pessoa. La manifestació va reclamar una investigació exhaustiva dels fets i el càstig dels culpables. Dos anys després de la mort de João Pedro Teixeira, el nombre d'associats a la Lliga Pagesa de Sapé va arribar a la xifra de 24 mil persones.
Va haver-hi una forta pressió per a instaurar una Comissió Parlamentària d'Investigació que examinés el cas. La comissió encarregada pel governador Pedro Gondim va determinar que els mandants de l'assassinat van ser Aguinaldo Veloso Borges, Pedro Ramos Coutinho i el propi Antônio José Tavares. Tots tres eren terratinents i el crim va tenir com a objectiu intimidar els líders sindicals de la regió. Tant els organitzadors com els tiradors van ser condemnats, a excepció de Borges, que durant el procés va assumir el càrrec de diputat estatal, adquirint immunitat parlamentària. Malgrat ser condemnats, tots els involucrats en la mort de João Pedro Teixeira van ser absolts el març de 1965 pel govern militar.

## Comissió de la Veritat
El 15 de juliol de 2013, la Comissió Nacional de la Veritat i la Comissió Estatal de la Veritat de Paraíba van organitzar una audiència pública a Sapé, per a sentir les veus de persones lligades a Teixeira i obtenir informació de primera mà sobre la persecució a les Lligues Pageses. Van comparèixer cinc testimonis, entre ells, la vídua de João Pedro Teixeira i posterior expresident de la Lliga Pagesa de Sapé. En l'audiència va recordar el protagonisme de João Pedro en la defensa dels drets dels camperols i encara va esmentar les incessants persecucions que van ocórrer després de la seva mort i que van persistir fins i tot després del cop militar.
En una altra ocasió, en presència de Luiz Inácio Lula da Silva, Elizabeth va recordar el cas: «van matar-lo perquè lluitava per la reforma agrària, jo avui estic aquí encara seguint-la, per a que el treballador tingui dret a la terra, per a que ell i la família la treballin. João Pedro m'abraçava tots els dies creient en aquesta lluita».

## Homenatges
El 1964, Eduardo Coutinho va iniciar el rodatge del documental Cabra Marcado para Morrer, que contaria la història de João Pedro Teixeira. No obstant això, la filmació va ser interrompuda pel cop militar de 1964. El documental solament seria finalitzat i estrenat el 1984. Segons Elizabeth Teixeira, Coutinho hauria anat al nord-est brasiler a fer un rodatge sobre la vida a l'interior amb els estudiants de la Unió Nacional dels Estudiants, i va repensar tot el projecte quan va saber de l'assassinat.
La casa on va viure João Pedro Teixeira i la seva família, a la finca Antas do Sono, zona rural de Sapé, va entrar en la llista de béns protegits gràcies al governador Ricardo Coutinho en la dècada del 2010. Segons el governador, l'immoble posseeix un gran significat cultural, ja que pertanyia a un dels majors líders de la Lluita Pagesa a l'estat.
El cinquentenari de la mort del líder sindical va ser recordat el dia 2 d'abril de 2012. L'ONG Memorial de les Lligues Pageses va organitzar una sèrie d'homenatges, que van comptar amb el suport de la Universitat Federal de Paraíba, el govern de l'Estat i ajuntament de la ciutat.
El seu nom va ser inscrit en el Llibre dels Herois i Heroïnes de la Pàtria, situat al Panteó de la Pàtria i de la Llibertat Tancredo Neves de Brasília, a partir d'un projecte de llei del Diputat Federal Valmir Assunção, que va donar origen a la Llei núm. 13.598, del 8 de gener de 2018.